# Discovery Investigation
ID est une chaîne de télevision française appartenant au groupe Warner Bros. Discovery France. La chaîne est disponible dans les offres Orange, SFR, Free et Prime Video.

## Histoire
Après que Numericable-SFR ait conclu un accord d'exclusivité avec Discovery en décembre 2016, il est annoncé que les chaînes Investigation Discovery et Discovery Family seront lancées en France,. Discovery Investigation est donc lancée le 8 décembre.
Le groupe Free et Warner Bros. Discovery France annoncent avoir conclu un accord permettant de diffuser l'ensemble de ses chaînes Discovery Channel, Discovery Science et Discovery Investigation ainsi que les chaînes Cartoon Network et Warner TV sur Freebox TV et OQEE by Free le 18 avril 2023.

### Identité visuelle (logo)

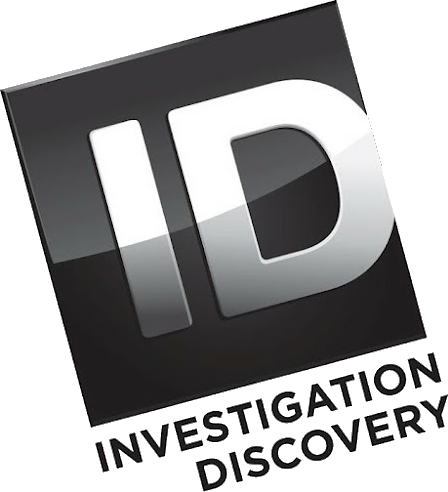
Première ère du logo jusqu'au 3 novembre 2017
Deuxième ère du logo du 3 novembre 2017 à octobre 2020
Troisième ère du logo depuis octobre 2020

## Programmes
- Les raisons du crime, avec Tamron Hall
- Disparus
- Ma parole contre la sienne
- Suspicion
- Meurtre au manoir
- L'Amour à mort
- Liaisons dangereuses
- Mauvaises Rencontres
- Petits meurtres en famille
- Repris de justesse
- Les années 80 : une année meurtrière
- Meurtre par alliance
- Petits meurtres entre collègues
- Le meurtre et moi
- Un meurtrier sous mon toit
- L'union fait la mort
- Eaux troubles
- La mort ne dort jamais